# Marsova klima
Marsova klima je stoljećima bila tema znanstvenih istraživanja, dijelom i zato što je to jedini stjenoviti planet čiju površinu je moguće izravno detaljno promatrati sa Zemlje uz pomoć teleskopa.
Iako je Mars manji od Zemlje, posjeduje 11% Zemljine mase i 50% je dalje od Sunca od Zemlje, njegova klima ima važne sličnosti, poput prisutnosti polarnih ledenih kapa, promjena gosišnjih doba i vidljivih vremenskih obilježja. Privukao je kontinuirano proučavanje planetologa i klimatologa. Iako Marsova klima ima sličnosti sa Zemljinom, uključujući periodično ledeno doba, postoje i važne razlike, poput mnogo niže toplinske inercije. Marsova atmosfera ima veću visinu homogene atmosfere koja iznosi otprilike 11 km, 60% veću od one na Zemlji. Klima je od velike važnosti za pitanje je li život prisutan ili je bio prisutan na planetu. Klima je nakratko dobila više zanimanja za vijesti zbog NASA-inih mjerenja koja su ukazala na povećanu sublimaciju jedne bliske polarne regije što je dovelo do popularnih nagađanja da je Mars prolazio kroz globalno zatopljenje, iako se prosječna temperatura Marsa zapravo pala tijekom posljednjih desetljeća, a same polarne kape rastu.
Mars su proučavali zemaljski instrumenti od 17. stoljeća, ali tek od početka istraživanja Marsa sredinom 1960-ih bilo je moguće promatranje iz blizine. Preleti i orbitalne letjelice pružile su podatke odozgo, dok su sletači i roveri izravno mjerili atmosferske uvjete. Napredni orbitalni instrumenti oko Zemlje i dalje pružaju korisna promatranja relativno velikih vremenskih pojava.
Prva misija upućena na Mars bila je Mariner 4, koja je stigla 1965. Taj brzi dvodnevni prelet (14. – 15. srpnja 1965.) sa slabim instrumentima malo je pridonijela stanju znanja o marsovskoj klimi. Kasnije misije iz programa Mariner (Mariner 6, Mariner 7, Mariner 9) popunile su neke praznine u osnovnim klimatskim informacijama. Klimatske studije temeljene na podacima započele su ozbiljno s sletačima programa Viking 1975. godine i nastavljaju se sondama poput Mars Reconnaissance Orbitera.
Ovo je promatračko djelo dopunjeno vrstom znanstvene računalne simulacije nazvane Marsov opći model cirkulacije (Mars General Circulation Model, MGCM). Nekoliko različitih revizija MGCM-a dovelo je do povećanog razumijevanja Marsa kao i ograničenja takvih modela.

## Povijesna promatranja klime
Giacomo Maraldi utvrdio je 1704. da južna polarna kapa nije usredotočena na rotacijski pol Marsa. Tijekom opozicije 1719. godine, Maraldi je primijetio i polarne kape i vremensku varijabilnost u njihovom opsegu.
William Herschel prvi je utvrdio nisku gustoću marsovske atmosfere u svom radu iz 1784. godine pod naslovom O izvanrednim pojavama u polarnim područjima na planetu Mars, nagibu svoje osi, položaju polova i sferoidnom obliku; s nekoliko nagovještaja koji se odnose na njegov stvarni promjer i atmosferu. Kada se činilo da je Mars prolazio pored dvije slabe zvijezde bez utjecaja na njihovu svjetlost, Herschel je točno zaključio da to znači da je oko Marsa malo atmosfere koja bi ometala njihovo svjetlo.
Otkriće "žutih oblaka" na površini Marsa Honorea Flaugerguesa 1809. godine prvo je poznato opažanje Marsovih pješčanih oluja. Flaugergues je također primijetio 1813. značajno opadanje leda na polovima tijekom marsovskog proljeća. Njegova se spekulacija da je Mars topliji od Zemlje pokazala netočnom.

## Marsova paleoklimatologija
Za Marsovsko geološko vrijeme danas se koriste dva sustava za datiranje. Jedan se temelji na gustoći kratera i ima tri epohe: noahijska, hesperijanska i amazonska. Drugi je mineraloški vremenski slijed, koji također ima tri dobi: filocij, teijikij i siderik.
Nedavna promatranja i modeliranje daju informacije ne samo o sadašnjoj klimi i atmosferskim uvjetima na Marsu već i o njegovoj prošlosti. Za marsovsku atmosferu noahijske epohe već se dugo teoretiziralo da je tada dominirao ugljični dioksid. Nedavna spektralna promatranja ležišta glinenih minerala na Marsu i modeliranje uvjeta stvaranja glinenih minerala otkrila su da u glini toga doba ima malo ili nimalo karbonata. Stvaranje gline u okolišu bogatom ugljičnim dioksidom uvijek prati stvaranje karbonata, iako se karbonat kasnije može otopiti vulkanskom kiselošću.
Otkriće minerala stvorenih uz prisustvo vode na Marsu, uključujući hematit i jarozit, koje je otkrio rover Opportunity i getita kojeg je otkrio rover Spirit, dovelo je do zaključka da su klimatski uvjeti u davnoj prošlosti omogućavali tekuću vodu na Marsu. Morfologija nekih udarnih kratera na Marsu ukazuje da je tlo bilo mokro u trenutku udara. Geomorfna promatranja kako stope erozije krajolika i mreža marsovskih dolina također snažno impliciraju toplije i vlažnije uvjete na Marsu iz noahijske epohe (prije otprilike prije četiri milijarde godina). Međutim, kemijska analiza uzoraka marsovskih meteorita sugerira da je temperatura okoliša na površini Marsa najvjerojatnije bila ispod 0 °C tijekom posljednjih četiri milijarde godina.
Neki znanstvenici tvrde da je velika masa vulkana Tharsis imala velik utjecaj na klimu Marsa. Erumptirajući vulkani daju velike količine plina, uglavnom vodene pare i CO2. Vulkani su možda oslobodili dovoljno plina da ranija marsovska atmosfera postane gušća od Zemljine. Vulkani su također mogli emitirati dovoljno H2O da pokriju cijelu Marsovu površinu do dubine od 120 m. Ugljični dioksid je staklenički plin koji podiže temperaturu planeta: zarobljava toplinu upijajući infracrveno zračenje. Tako su vulkani Tharsis ispuštanjem CO2 mogli u prošlosti Mars učiniti sličnijim Zemlji. Možda je Mars nekada imao puno gušću i topliju atmosferu, a možda su bili prisutni i oceani ili jezera. Međutim, pokazalo se izuzetno teškim napraviti uvjerljive globalne klimatske modele za Mars koji proizvode temperature iznad 0 °C u bilo kojem trenutku svoje povijesti, iako to može jednostavno odražavati probleme u preciznoj kalibraciji takvih modela.
Dokazi o geološki nedavnom, ekstremnom ledenom dobu na Marsu objavljeni su 2016. godine. Prije samo 370 000 godina, planet bi izgledao više bijelo nego crveno.

## Vrijeme
Temperatura i cirkulacija Marsa variraju svake marsovske godine (kao što se očekuje za bilo koji planet s atmosferom i nagibom osi). Marsu nedostaju oceani, izvor mnogih međugodišnjih varijacija na Zemlji.  Podaci Mars Orbiter kamere, koji obuhvaćaju 2,5 marsovske godine. pokazuju da je Marsovsko vrijeme sklonije ponavljanju i stoga je više predvidljivo nego Zemljino. Ako se događaj dogodi u određeno doba godine u jednoj godini, dostupni podaci (rijetki kakvi jesu) ukazuju na to da je prilično vjerojatno da će se sljedeća godina ponoviti na gotovo istom mjestu, dati ili uzeti tjedan dana.
Od formacija kondenzacijske prirode na Marsu se nalazi magla. Često stoji iznad nizina, kanjona, dolina i na dnu kratera po hladnom vremenu.
Snijeg je na Marsu primijećen mnogo puta.Tako je u zimu 1979. na području slijetanja Vikinga 2 pao tanak sloj snijega, koji je ostao na površini nekoliko mjeseci.
Dne 29. rujna 2008., sletač Phoenix otkrio je snijeg koji pada iz oblaka 4.5 kilometara iznad mjesta slijetanja u blizini kratera Heimdal. Oborine su isparile prije nego što su došle do tla; taj se fenomen zove virga.

## Oblaci
Marsove pješčane oluje mogu izbaciti fine čestice u atmosferu oko kojih se mogu stvoriti oblaci. Ti se oblaci mogu stvarati vrlo visoko do 100 km iznad planeta. Prve slike Marsa koje je poslao Mariner 4 pokazale su vidljive oblake u gornjoj atmosferi Marsa. Oblaci su vrlo tanki i može se vidjeti samo kako odražavaju sunčevu svjetlost naspram tame noćnog neba. U tom pogledu izgledaju slično mezosfernim oblacima, poznatim i kao noćni svijetleći oblaci na Zemlji, koji se javljaju oko 80 km iznad našeg planeta.

## Temperatura
Mjerenja Marsove temperature prethodila su svemirskom dobu. Međutim, rani instrumenti i tehnike radio astronomije dale su sirove, različite rezultate. Rane svemirske letjelice koje su prošle pokraj Marsa (Mariner 4) i kasniji orbiteri koristili su radio okultaciju za obavljanje aeronomije. Pomoću kemijskog sastava koji je već utvrđen pomoću spektroskopije, moguće je odrediti temperaturu i tlak. Unatoč tome, nastale su "snimke" vremena na određenom području, u određeno vrijeme. Orbiteri tada povećavaju broj radiotransekata. Kasnije misije, počevši s Marinerom 6 i 7, te sovjetski Mars 2 i 3, su nosili infracrveni detektor za mjerenje energije zračenja. Mariner 9 je prvi donio infracrveni radiometar i spektrometar u Marsovu orbitu 1971. godine, zajedno s ostalim instrumentima i radio odašiljačem. Uslijedili su Viking 1 i 2, s infracrvenim termalnim maperima (IRTM).
Zabilježene su različite vrijednosti in situ za prosječnu temperaturu na Marsu, a zajednička vrijednost je −63 °C (210 K; -81 °F). Površinske temperature mogu doseći visokih oko 20 °C (293 K; 68 °F) u podne, na ekvatoru, a najniža temperatura od oko −153 °C (120 K; −243 °F) na polovima. Stvarna mjerenja temperature na lokalitetu slijetanja sletača Viking kreću se od −17.2 °C (256,0 K; 1.0 °F) do −107 °C (166 K; −161 °F). Najtoplija temperatura tla koju je procijenio Viking Orbiter je bila 27 °C (300 K; 81 °F). Rover Spirit je zabilježio maksimalnu dnevnu temperaturu zraka u hladu od 35 °C (308 K; 95 °F) i redovito bilježio temperature znatno iznad 0 °C (273 K; 32° F), osim zimi.
Izvješteno je da "Na temelju podataka o temperaturi zraka tijekom noći, svako proučavano sjeverno proljeće i rano sjeverno ljeto je bilo identično unutar razine eksperimentalne pogreške (unutar ± 1 °C) ", ali da" dnevni podaci, međutim, upućuju na nešto drugačiju priču, s temperaturama koje variraju iz godine u godinu i do 6 °C u ovom godišnjem dobu. Ova razlika u danu i noći je neočekivana i nerazumljiva". U južnom proljeću i ljetu varijancom dominiraju prašine koje povećavaju vrijednost noćne niske temperature i smanjuju dnevnu vršnu temperaturu. To rezultira malim (20 °C) smanjenje prosječne površinske temperature i umjereno (30 °C) porast temperature gornjih slojeva atmosfere.
Prije i nakon Vikinga, sa Zemlje su pomoću mikrovalne spektroskopije određene nove, naprednije marsovske temperature. Kako je mikrovalna zraka, manja od 1 kutne minute, veća od diska planeta, rezultati su globalni prosjeci. Kasnije, Spektrometar toplinskih emisija (Thermal Emission Spectrometer, TES) na Mars Global Surveyoru i u manjoj mjeri THEMIS na orbiteru 2001 Mars Odyssey nisu mogli reproducirati samo infracrvena mjerenja, već međusobno uspoređivati podatke sletača, rovera i podataka sa Zemlje. Mars Climate Sounder Mars Reconnaissance Orbitera na sličan način može napraviti atmosferske profile. Skupovi podataka "sugeriraju općenito hladnije atmosferske temperature i niže opterećenje prašinom posljednjih desetljeća na Marsu nego tijekom misije Viking", iako su podaci o Vikingu prethodno revidirani prema dolje. Podaci TES-a pokazuju "Mnogo hladnije (10-20 K) globalne atmosferske temperature zabilježene su tijekom 1997. u odnosu na razdoblja perihela 1977." i "da je globalna Marsova atmosfera hladnija tijekom afela, manje prašnjava i zagrnutija nego što je utvrđeno utvrđenom klimatologijom, "opet, uzimajući u obzir revizije Wilsona i Richardsona Vikingovih podataka.
Kasnija usporedba, iako je priznato "da je najreprezentativniji mikrovalni zapis temperatura zraka", pokušala je spojiti diskontinuirani zapis svemirskih letjelica. Nije bio vidljiv mjerljiv trend globalne prosječne temperature između Viking IRTM-a i MGS TES-a. "Temperrature zraka koje su dobili Viking i MGS u osnovi se ne mogu razlikovati za ovo razdoblje, što sugerira da su doba Vikinga i MGS-a karakterizirane u osnovi istim klimatskim stanjem." U uspredbi je pronađena snažna dihotomija" između sjeverne i južne polutke, "vrlo asimetričnu paradigmu za Marsov godišnji ciklus: sjeverno proljeće i ljeto koje je relativno prohladno, ne baš prašnjavo i relativno bogato vodenom parom i ledenim oblacima; i južno ljeto prilično slično onome što ga je promatrao Viking s toplijim temperaturama zraka, manje vodene pare i vodenog leda i višim razinama atmosferske prašine."
Instrument MCS (Mars Climate Sounder) na Mars Reconnaissance Orbiteru po dolasku je mogao kratko vrijeme raditi zajedno s MGS-om; skupovi podataka manje sposobnog THEMIS-a na Mars Odysseyju i SPICAM-a na Mars Expressu također se mogu koristiti za obuhvatanje jednog, dobro kalibriranog zapisa. Iako su temperature MCS-a i TES-a općenito konzistentne, istraživači izvještavaju o mogućem hlađenju ispod analitičke preciznosti. "Nakon uračunavanja ovog modeliranog hlađenja, temperature MCS u prosjeku su 0,9 (dnevne) i 1,7 K (noću) hladnije od mjerenja koje je izveo TES."
Pretpostavlja se da je Mars u početku svoje povijesti imao puno gušću i topliju atmosferu. Većina ove rane atmosfere sastojala bi se od ugljičnog dioksida. Takva bi atmosfera podigla temperaturu, barem na nekim mjestima, iznad točke ledišta vode. Tekuća voda s višom temperaturom mogla je izdubiti brojne kanale i izlivne doline uobičajene na planetu. Također se možda okupila i formirana jezera i možda ocean. Neki su istraživači sugerirali da je Marsova atmosfera možda bila višestruko gušća od Zemljine; međutim istraživanja objavljena u rujnu 2015. godine iznijela su ideju da možda rana marsovska atmosfera nije bila tako gusta kao što se prije mislilo.
Trenutnačna Marsova atmosfera je vrlo rijetka. Mnogo godina pretpostavljalo se da je kao i na Zemlji većina ranog ugljičnog dioksida bila zatvorena u mineralima, zvanim karbonati. Međutim, unatoč korištenju mnogih orbitalnih instrumenata koji su tražili karbonate, pronađeno je vrlo malo karbonatnih naslaga. Danas se smatra da je sunčev vjetar uklonio velik dio ugljičnog dioksida u marsovskom zraku. Istraživači su otkrili postupak u dva koraka koji plin šalje u svemir. Ultraljubičasto svjetlo Sunca moglo bi udariti u molekulu ugljičnog dioksida, razbiti je u ugljični monoksid i kisik. Drugi foton ultraljubičastog svjetla mogao bi naknadno razbiti ugljični monoksid na kisik i ugljik koji bi dobio dovoljno energije za bijeg s planeta. U ovom bi procesu svjetlosni izotop ugljika (12C) najvjerojatnije napustio atmosferu. Stoga bi ugljični dioksid koji ostane u atmosferi bio obogaćen teškim izotopom (13C). Ova viša razina teškog izotopa ono je što je pronašao rover Curiosity na Marsu.
| Klimatološki srednjaci za krater Gale                                | Klimatološki srednjaci za krater Gale | Klimatološki srednjaci za krater Gale | Klimatološki srednjaci za krater Gale | Klimatološki srednjaci za krater Gale | Klimatološki srednjaci za krater Gale | Klimatološki srednjaci za krater Gale | Klimatološki srednjaci za krater Gale | Klimatološki srednjaci za krater Gale | Klimatološki srednjaci za krater Gale | Klimatološki srednjaci za krater Gale | Klimatološki srednjaci za krater Gale | Klimatološki srednjaci za krater Gale | Klimatološki srednjaci za krater Gale |
| mjesec                                                               | sij                                   | velj                                  | ožu                                   | tra                                   | svi                                   | lip                                   | srp                                   | kol                                   | ruj                                   | lis                                   | stu                                   | pro                                   | godina                                |
| -------------------------------------------------------------------- | ------------------------------------- | ------------------------------------- | ------------------------------------- | ------------------------------------- | ------------------------------------- | ------------------------------------- | ------------------------------------- | ------------------------------------- | ------------------------------------- | ------------------------------------- | ------------------------------------- | ------------------------------------- | ------------------------------------- |
| apsolutni maksimum, °C                                               | 6                                     | 6                                     | 1                                     | 0                                     | 7                                     | 7                                     | 20                                    | 19                                    | 7                                     | 7                                     | 8                                     | 8                                     | 20                                    |
| srednji maksimum, °C                                                 | −7                                    | −20                                   | −23                                   | −20                                   | −4                                    | 0                                     | 2                                     | 1                                     | 1                                     | 4                                     | −1                                    | −3                                    | −5,7                                  |
| srednji minimum, °C                                                  | −82                                   | −86                                   | −88                                   | −87                                   | −85                                   | −78                                   | −76                                   | −69                                   | −68                                   | −73                                   | −73                                   | −77                                   | −78,5                                 |
| apsolutni minimum, °C                                                | −95                                   | −127                                  | −114                                  | −97                                   | −98                                   | −125                                  | −84                                   | −80                                   | −78                                   | −78                                   | −83                                   | −110                                  | −127                                  |
| Izvor: Centro de Astrobiología, Mars Weather, NASA Quest, SpaceDaily |                                       |                                       |                                       |                                       |                                       |                                       |                                       |                                       |                                       |                                       |                                       |                                       |                                       |

## Atmosferska svojstva i procesi

### Niski atmosferski tlak
Marsova atmosfera sastoji se uglavnom od ugljičnog dioksida i ima srednji površinski tlak od oko 600 paskala (Pa), mnogo niži od Zemljinog tlaka od 101.000 Pa. Jedan od učinaka ovoga je da Marsova atmosfera može puno brže reagirati na zadani unos energije od Zemljine atmosfere. Kao posljedica toga, Mars je podložan jakim toplinskim plimama koje nastaju Sunčevim grijanjem, a ne gravitacijskim utjecajem. Te plime mogu biti značajne, jer iznose do 10% ukupnog atmosferskog tlaka (obično oko 50 Pa). Zemljina atmosfera doživljava slične dnevne i poludnevne plime, ali njihov je učinak manje primjetan zbog Zemljine puno veće atmosferske mase.
Iako temperatura na Marsu može doseći iznad točke smrzavanja (0 °C, 273 K, 32 °F), tekuća voda je nestabilna na većem dijelu planeta, jer je atmosferski tlak ispod trojne točke vode i vodeni se led sublimira u vodenu paru. Iznimke su nizine, ponajviše u udarnom bazenu Hellas Planitia, najvećem takvom krateru na Marsu. Toliko je dubok da atmosferski tlak na dnu doseže 1155 Pa, što je iznad trojne točke, pa ako tamo temperatura prelazi 0 °C, ondje bi mogla postojati tekuća voda.

### Vjetar
Površina Marsa ima vrlo nisku toplinsku inerciju, što znači da se brzo zagrijava kad je obasja Sunce. Tipične dnevne promjene temperature, udaljene od polarnih područja, kreću se oko 100 K. Na Zemlji se vjetrovi često razvijaju u područjima u kojima se toplinska inercija naglo mijenja, primjerice s mora na kopno. Na Marsu nema mora, ali postoje područja u kojima se toplinska inercija tla mijenja, što dovodi do jutarnjih i večernjih vjetrova sličnih morskim povjetarcima na Zemlji. Antaresov projekt Mars Small-Scale Weather (MSW) nedavno je identificirao neke manje slabosti u trenutnim globalnim klimatskim modelima (GCM) zbog primitivnijeg modeliranja tla. "Prijem topline na tlo i natrag prilično je važan na Marsu, pa sheme tla moraju biti prilično precizne." Te se slabosti ispravljaju i trebale bi dovesti do preciznijih budućih procjena, ali učiniti daljnje oslanjanje na starija predviđanja modelirane marsovske klime donekle problematičnim.
Na niskim geografskim širinama dominira Hadleyeva ćelija, koja je u osnovi jednaka procesu koji na Zemlji stvara pasate. Na višim geografskim širinama vremenom dominira niz područja visokog i niskog tlaka, koja se nazivaju baroklinički valovi tlaka. Mars je sušiji i hladniji od Zemlje, a posljedica toga je prašina koju podižu ti vjetrovi i zadržava se u atmosferi duže nego na Zemlji jer nema oborina koje bi je isprale (osim snijega CO2). Jednu takvu ciklonalnu oluju nedavno je snimio svemirski teleskop Hubble (slika dolje).
Jedna od glavnih razlika između Marsove i Zemljine Hadleyeve ćelije je njihova brzina koja se mjeri na vremenskom mjerilu prevrtanja. Vremenski okvir prevrtanja na Marsu je oko 100 marsovskih dana dok je na Zemlji više od godinu dana.

### Pješčane oluje
Kad je sonda Mariner 9 stigla na Mars 1971. godine, znanstvenici su očekivali vidjeti nove slike površinskih detalja. Umjesto toga, vidjeli su pješčanu oluju širom planeta sa samo ogromnim vulkanom Olympus Mons koji se pokazivao iznad magle. Oluja je trajala mjesec dana, a pojava koju su znanstvenici od tada saznali prilično je česta na Marsu. Koristeći podatke s Marinera 9, James B. Pollack i sur. su predložili mehanizam za pješčane oluje na Marsu 1973.
Kao što je opazila svemirska letjelica Viking s površine, "tijekom globalne olujne prašine raspon dnevnih temperatura naglo se suzio, s 50 °C na oko 10 °C, a brzine vjetra znatno su porasle - doista, u roku od samo sat vremena dolaska oluje povećali su se na 17 m/s (61 km/h), s udarima do 26 m/s (94 km/h). Ipak, nije primijećen stvarni transport materijala ni na jednom mjestu, već postupno posvjetljivanje i gubitak kontrasta površinskog materijala dok se na njega taložila prašina." 26. lipnja 2001. svemirski teleskop Hubble primijetio je prašinu koja se nalazila u bazenu Hellas na Marsu (slika desno). Dan kasnije oluja je "eksplodirala" i postala globalni događaj. Orbitalna mjerenja pokazala su da je ova pješčana oluja smanjila prosječnu temperaturu površine i povisila temperaturu atmosfere Marsa za 30 K. Niska gustoća marsovske atmosfere znači da vjetrovi od 18 do 22 m/s (65 do 79 km/h) potrebni su za podizanje prašine s površine, ali budući da je Mars toliko suh, prašina može ostati u atmosferi daleko duže nego na Zemlji, gdje je kiša uskoro ispire. Godišnje doba koje slijedi nakon oluje prašine imalo je dnevne temperature 4 K ispod prosjeka. To se pripisuje globalnom pokrivanju prašine svijetlih boja koja se taložila iz prašine, privremeno povećavajući albedo Marsa.
Sredinom 2007. oluja prašine širom planeta predstavljala je ozbiljnu prijetnju za rovere Spirit i Opportunity smanjivanjem količine energije koju pružaju solarni paneli i nužno zaustavljanje većine znanstvenih pokusa dok se oluja ne razbistri. Nakon oluje, roverima je znatno smanjena snaga zbog taloženja prašine na solarnim ćelijama.
Pješčane oluje su najčešće tijekom perihela, kada planet prima 40 posto više sunčeve svjetlosti nego tijekom afela. Tijekom afela u atmosferi se stvaraju ledeni oblaci koji djeluju u interakciji s česticama prašine i utječu na temperaturu planeta.
Velika pojačana pješčana oluja započela je krajem svibnja 2018. i trajala je sredinom lipnja. Do 10. lipnja 2018., kako je primijećeno na mjestu rovera Opportunity, oluja je bila jača od pješčane oluje iz 2007. godine koju je pretrpio Opportunity. NASA je 20. lipnja 2018. izvijestila da je oluja prašine narasla da u potpunosti pokrije čitav planet.
Promatranja od 1950-ih pokazala su da se globalne pješčane oluje pojavljuju otprilike svaku treću godinu.
Pješčane oluje doprinose gubitku vode na Marsu. Istraživanje oluja s Mars Reconnaissance Orbitera sugeriralo je da je 10 posto gubitka vode s Marsa možda uzrokovano pješčanim olujama. Instrumenti na letjelici Mars Reconnaissance Orbiter otkrili su promatranu vodenu paru na vrlo velikim visinama tijekom globalnih oluja. Ultraljubičasta Sunčeva svjetlost tada vodu može rastaviti na vodik i kisik. Vodik iz molekule vode tada bježi u svemir.

#### Atmosferski elektricitet
Smatra se da oluja s Marsovom prašinom može dovesti do atmosferskih električnih pojava. Poznato je da se zrna prašine električno nabijaju prilikom sudara sa zemljom ili drugim zrnima. Teoretske, proračunske i eksperimentalne analize prašnjavih protoka u laboratoriju i pješčanih vragova na Zemlji ukazuju da je samoinducirana električna energija, uključujući munje, česta pojava u turbulentnim tokovima opterećenim prašinom. Na Marsu bi se ova tendencija složila s niskim tlakom atmosfere, koji bi se pretvorio u puno niža električna polja potrebna za razgradnju. Kao rezultat toga, aerodinamično razdvajanje prašine i na mezo- i na makro-skali može lako dovesti do dovoljno velikog odvajanja naboja da proizvede lokalno električno pražnjenje u oblacima prašine iznad zemlje.
Unatoč tome, za razliku od ostalih planeta u Sunčevom sustavu, na površini Marsa ne postoje mjerenja na licu mjesta koja bi dokazala ove hipoteze. Prvi pokušaj rasvjetljavanja tih nepoznanica pokušao je sletač Schiaparelli EDM iz misije ExoMars u 2016. godini, koji je uključivao relevantni ugrađeni hardver za mjerenje električnih naboja prašine i atmosferskih električnih polja na Marsu. Međutim, sletač je zakazao tijekom automatiziranog slijetanja 19. listopada 2016. i srušio se na površinu Marsa.

#### Saltacija
Proces geološke saltacije vrlo je važan na Marsu kao mehanizam za dodavanje čestica u atmosferu. Saltacija čestica pijeska primijećeno je na roveru MER Spirit. Teorija i promatranja iz stvarnog svijeta nisu se međusobno slagali, klasičnoj teoriji nedostaje do polovice čestica soli u stvarnom svijetu. Model koji se usko slaže s opažanjima iz stvarnog svijeta sugerira da čestice koje saltiraju stvaraju električno polje koje povećava učinak saltacije. Marsova zrna saltiraju u 100 puta višim i duljim putanjama i dosežu 5–10 puta veće brzine od zemaljskih zrna.

### Periodični sjeverni prstenasti oblak
Veliki oblak u obliku krafne pojavljuje se u sjevernom polarnom području Marsa otprilike u isto vrijeme svake marsovske godine i približno iste veličine. Nastaje ujutro i raspršuje se do Marsovskog popodneva. Vanjski promjer oblaka je otprilike 1,600 km, a unutarnja rupa ili oko je 320 km široka. Smatra se da je oblak sastavljen od vodenog leda pa je bijele boje, za razliku od češćih oluja s prašinom.
Izgleda kao ciklonalna oluja, slična uraganu, ali se ne okreće. Oblak se pojavljuje tijekom sjevernog ljeta i na velikoj geografskoj širini. Nagađa se da su to zbog jedinstvenih klimatskih uvjeta u blizini sjevernog pola. Oluje slične cikloni prvi su put otkrivene tijekom programa Viking, ali sjeverni prstenasti oblak gotovo je tri puta veći. Oblak su također otkrile razne sonde i teleskopi, uključujući Hubble i Mars Global Surveyor.
Ostali događaji koji se ponavljaju su pješčane oluje i prašnjavi vragovi.

### Prisustnost metana
Metan (CH4) je kemijski nestabilan u trenutnoj oksidacijskoj atmosferi Marsa. Brzo bi se raspao zbog ultraljubičastog zračenja Sunca i kemijskih reakcija s drugim plinovima. Stoga trajna prisutnost metana u atmosferi može značiti postojanje izvora za kontinuirano dopunjavanje plina.
Tragove količine metana, na razini od nekoliko dijelova na milijardu (ppb), prvi je put izvijestio u atmosferi Marsa tim iz "NASA-inog centra za svemirske letove Goddard" 2003. Izmjerene su velike razlike u zastupljenosti između promatranja provedenih 2003. i 2006. godine, koja sugeriraju da je metan lokalno koncentriran i vjerojatno sezonski. NASA je 2014. izvijestila da je rover Curiosity krajem 2013. i početkom 2014. otkrio deseterostruko povećanje ('skok') metana u atmosferi oko sebe. Četiri mjerenja provedena tijekom dva mjeseca u ovom su razdoblju u prosjeku iznosila 7,2 ppb, što znači da Mars epizodno proizvodi ili oslobađa metan iz nepoznatog izvora. Prije i poslije toga očitanja su bila u prosjeku oko desetine te razine. Dana 7 U lipnju 2018. NASA je najavila cikličke sezonske promjene u pozadinskoj razini atmosferskog metana.
Glavni kandidati za podrijetlo Marsovog metana uključuju ne-biološke procese kao što su reakcije vode i stijenja, radiolizu vode i formiranje pirita, a svi proizvode H2 koji se zatim može stvarati metan i druge ugljikovodike putem Fischer-Tropschovog postupka s CO i CO2. Također se pokazalo da bi se metan mogao proizvoditi postupkom koji uključuje vodu, ugljični dioksid i mineral olivin, za koji se zna da je uobičajen na Marsu.
Živi mikroorganizmi, poput metanogena, drugi su mogući izvor, ali na Marsu nisu pronađeni dokazi o prisutnosti takvih organizama. (Vidi: Život na Marsu#Metan)

### Razlozi za sublimaciju ugljičnog dioksida
Slike Mars Reconnaissance Orbiter sugeriraju da se javlja neobičan efekt erozije zasnovan na jedinstvenoj klimi Marsa. Proljetno zagrijavanje u određenim područjima dovodi do sublimacije i strujanja leda CO2, stvarajući vrlo neobične obrasce erozije zvane "paučni kanali". Prozirni led CO2 stvara se tijekom zime i dok proljetno sunčevo svjetlo zagrijava površinu, CO2 isparava u plin koji struji uzbrdo ispod prozirnog leda CO2. Slabe točke u tom ledu propuštaju CO2 gejzire.

## Planine
Na Marsovske oluje značajno utječu veliki planinski lanci. Pojedine planine poput rekordnog Olympusa Monsa (26 km) može utjecati na lokalno vrijeme, ali veći vremenski učinci posljedica su veće kolekcije vulkana u regiji Tharsis.
Jedinstveni ponovljeni vremenski fenomen koji uključuje planine je spiralni oblak prašine koji se stvara nad Arsia Monsom. Spiralni oblak prašine nad Arsia Monsom može se uzdizati od 15 to 30 km iznad vulkana. Oblaci su prisutni oko Arsia Mons tijekom Marsovske godine, a vrhunac dosežu krajem ljeta.
Oblaci koji okružuju planine pokazuju sezonsku varijabilnost. Oblaci na Olympus Monsu i Ascreaus Monsu pojavljuju se na sjevernoj hemisferi u proljeće i ljeto, dosežući ukupnu maksimalnu površinu od približno 900 000 km2 i 1.000.000 km2 u kasno proljeće. Oblaci oko Alba Patere i Pavonis Monsa pokazuju dodatni, manji vrh krajem ljeta. Zimi je primijećeno vrlo malo oblaka. Predviđanja iz Marsovog općeg cirkulacijskog modela sukladna su tim opažanjima.

## Polarne kape
Mars ima ledene kape na sjevernom i južnom polu, koje se uglavnom sastoje od vodenog leda; međutim, na njihovim je površinama prisutan smrznuti ugljični dioksid (suhi led). Suhi se led nakuplja u sjevernom polarnom području (Planum Boreum) samo zimi, ljeti se potpuno sublimira, dok južni polarni kraj dodatno ima trajni pokrivač suhog leda do osam metara debelog. Ova je razlika posljedica većeg uzvišenja južnog pola.
Toliko se atmosfere može kondenzirati na zimskom polu da atmosferski tlak može varirati i do trećine svoje srednje vrijednosti. Ova kondenzacija i isparavanje uzrokovat će promjenu udjela nekondenzirajućih plinova u atmosferi. Ekscentričnost Marsove orbite utječe na ovaj ciklus, kao i na druge čimbenike. U proljeće i jesen vjetar je zbog procesa sublimacije ugljičnog dioksida toliko jak da može biti uzrok gore spomenutih globalnih oluja prašine.
Sjeverna polarna kapa ima promjer otprilike 1.000 km tijekom sjevernog ljeta, i sadrži oko 1,6 milijuna kubnih kilometara leda, što bi, ako se ravnomjerno raširi po kapi, iznosilo 2 km debljine. (To se uspoređuje s volumenom Grenlandskog ledenog pokrova od 2,85 milijuna kubnih kilometara.). Južna polarna kapa ima promjer 350 km i maksimalne debljine 3 km. Obje polarne kape posjeduju spiralna korita, za koja se u početku mislilo da nastaju kao rezultat diferencijalnog solarnog zagrijavanja, zajedno sa sublimacijom leda i kondenzacijom vodene pare. Nedavna analiza podataka dobivenih radarskim valovima iz SHARAD-a koji prodiru u led pokazala je da su spiralna korita nastala iz jedinstvene situacije u kojoj se katabatski vjetrovi (noćnici) velike gustoće spuštaju s visina kako bi transportirali led i stvorili velike oblike valnih duljina. Spiralni oblik dolazi od Coriolisovog efekta koji forsira vjetrove, slično kao što vjetrovi na zemlji spiralno tvore uragan. Korita nisu nastala istodobno ni s jednom ledenom kapom, već su počela nastajati između 2.4 prije milijun i 500 000 godina, nakon što je postojalo tri četvrtine ledene kape. To sugerira da je klimatski pomak omogućio njihov početak. Obje se polarne kape smanjuju i ponovno rastu slijedeći temperaturna kolebanja Marsovskih godišnjih doba; postoje i dugoročniji trendovi koji se bolje razumiju u modernoj eri.
Tijekom proljeća na južnoj polutki, Sunčevo grijanje naslaga suhog leda na južnom polu vodi na mjestima na nakupljanje stlačenog plina CO2 ispod površine poluprozirnog leda, zagrijana do apsorpcije zračenja od tamnijeg supstrata. Nakon postizanja potrebnog tlaka, plin puca kroz led u perjanicama sličnim gejzirima. Iako erupcije nisu izravno promatrane, oni ostavljaju dokaze u obliku "tamnih dina" i svjetlijih lepeza na vrhu leda, predstavljajući pijesak i prašinu koje su erupcije nosile uvis, i uzorak utora poput pauka stvorenih ispod leda istisnim plinom. (vidi Gejziri na Marsu) Smatra se da se erupcije plinovitog dušika koje je Voyager 2 primijetio na Tritonu događaju sličnim mehanizmom.
Obje se polarne kape trenutno akumuliraju, što potvrđuje predviđane Milankovićeve cikluse u vremenskim okvirima od ~400.000 i ~4.000.000 godina. Sondiranja instrumenta SHARAD na Mars Reconnaissance Orbiteru ukazuju na ukupni rast ograničenja od ~0,24 km3/godišnje. Od toga 92%, odnosno ~0,86 mm/godina, ide prema sjeveru, dok Marsova Hadleyeva ćelija djeluje kao nelinearna pumpa hlapljivih sastojaka prema sjeveru.

## Sunčev vjetar
Mars je veći dio svog magnetskog polja izgubio prije otprilike četiri milijarde godina. Kao rezultat, sunčev vjetar i kozmičko zračenje izravno reagiraju s Marsovom ionosferom. To atmosferu čini tanjom nego što bi inače bila djelovanjem sunčevog vjetra koji neprestano uklanja atome s vanjskog atmosferskog sloja. Većina povijesnih atmosferskih gubitaka na Marsu može se pratiti unatrag do ovog efekta sunčevog vjetra. Trenutna teorija postavlja slabljenje sunčevog vjetra, pa su današnji učinci uklanjanja atmosfere mnogo manji od onih u prošlosti kada je solarni vjetar bio jači.

## Godišnja doba
Mars ima nagib osi od 25,2°. To znači da na Marsu postoje godišnja doba, baš kao i na Zemlji. Ekscentričnost Marsove orbite je 0,1, mnogo veća od sadašnje Zemljine orbitalne ekscentričnosti od oko 0,02. Velika ekscentričnost uzrokuje da se osunčanost na Marsu mijenja dok planeta kruži oko Sunca. (Marsovska godina traje 687 dana, otprilike 2 zemaljske godine.) Kao i na Zemlji, Marsov nagib osi dominira godišnjim dobima, ali su zbog velike ekscentričnosti zime na južnoj polutki duge i hladne, dok su na sjeveru kratke i tople.
Sada se smatra da se led nakupio kad se nagib Marsove orbite vrlo razlikovao od onoga što je sada. (Os na kojoj se planet vrti je znatno "klimava", što znači da se njegov kut mijenja s vremenom.) Prije nekoliko milijuna godina, nagib Marsove osi bio je 45 stupnjeva umjesto sadašnjih 25 stupnjeva. Njegov nagib jako varira jer ga njegova dva malena mjeseca ne mogu stabilizirati poput Zemljinog Mjeseca.
Smatra se da mnoge značajke na Marsu, posebno u četverokutu Ismenius Lacus, sadrže velike količine leda. Najpopularniji model nastanka leda je klimatska promjena zbog velikih promjena nagiba rotacijske osi planeta. Ponekad je nagib bio veći i od 80 stupnjeva. Velike promjene u nagibu objašnjavaju mnoge značajke na Marsu bogate ledom.

Studije su pokazale da kada nagib Marsa dosegne 45 stupnjeva od svojih sadašnjih 25 stupnjeva, led više nije stabilan na polovima. Nadalje, pri ovom velikom nagibu zalihe krutog ugljičnog dioksida (suhi led) sublimiraju se, čime se povećava atmosferski tlak. Ovaj povećani tlak omogućuje zadržavanje više prašine u atmosferi. Vlaga u atmosferi padat će poput snijega ili kao led zaleđen na zrnima prašine. Izračuni sugeriraju da će se ovaj materijal koncentrirati na srednjim areografskim širinama. Opći cirkulacijski modeli Marsove atmosfere predviđaju nakupine ledom bogate prašine na istim područjima gdje se nalaze obilježja bogata ledom. Kad se nagib počne vraćati na niže vrijednosti, led se sublimira (izravno se pretvara u plin) i iza sebe ostavlja zaostatak prašine. Talog zaostajanja prekriva temeljni materijal, tako da sa svakim ciklusom visokih razina nagiba neki plašt bogat ledom ostaje iza. Imajte na umu da sloj plašta glatke površine vjerojatno predstavlja samo relativno noviji materijal. Ispod su slike slojeva u ovom glatkom plaštu koji se ponekad spušta s neba.
- Glatki plašt pokriva dijelove kratera u četverokutu Phaethontis. Slojevi sugeriraju da je plašt nanijet više puta.
- Povećanje prethodne slike slojeva plašta. Vidljivi su četiri do pet slojeva. Slika snimljena u programu HiWish.

| Godišnje doba                  | Marsovski solovi | Zemljini dani |
| ------------------------------ | ---------------- | ------------- |
| Sjeverno proljeće, južna jesen | 193.30           | 92,764        |
| Sjeverno ljeto, južno zima     | 178,64           | 93.647        |
| Sjeverna jesen, južno proljeće | 142,70           | 89.836        |
| Sjeverna zima, južno ljeto     | 153,95           | 88.997        |

Precesija u poravnanju nagiba osi i ekscentričnosti orbite dovodi do globalnog zatopljenja i hlađenja („velika“ ljeta i zime) s razdobljem od 170 000 godina.
Poput Zemlje, i Marsov nagib osi prolazi kroz periodične promjene koje mogu dovesti do dugotrajnih promjena klime. Još jednom, učinak je izraženiji na Marsu, jer mu nedostaje stabilizirajući utjecaj velikog mjeseca. Kao rezultat, nagib osi se može promijeniti za čak 45°. Jacques Laskar, iz Francuskog nacionalnog centra za znanstvena istraživanja, tvrdi da se učinci tih povremenih klimatskih promjena mogu vidjeti u slojevitoj prirodi ledene kape na Marsovom sjevernom polu. Trenutna istraživanja sugeriraju da se Mars nalazi u toplom međuglacijalnom razdoblju koje je trajalo više od 100 000 godina.
Budući da je Mars Global Surveyor mogao promatrati Mars tijekom 4 marsovske godine, utvrđeno je da je marsovsko vrijeme slično iz godine u godinu. Sve razlike bile su izravno povezane s promjenama u sunčevoj energiji koja je dosegla Mars. Znanstvenici su čak mogli točno predvidjeti oluje prašine koje će se dogoditi tijekom slijetanja Beaglea 2. Otkriveno je da su regionalne oluje prašine usko povezane s mjestom dostupnosti prašine.

## Dokazi za nedavne klimatske promjene
Tijekom posljednjih nekoliko marsovskih godina došlo je do regionalnih promjena oko južnog pola (Planum Australe). Godine 1999. Mars Global Surveyor fotografirao je jame u sloju smrznutog ugljičnog dioksida na Marsovom južnom polu. Zbog svog upečatljivog oblika i orijentacije ove su jame postale poznate kao obilježja švicarskog sira. 2001. godine letjelica je ponovno fotografirala iste jame i utvrdila da su narasle veće, povukavši se za oko 3 metra u jednoj marsovskoj godini. Te su značajke uzrokovane sublimacijom sloja suhog leda, čime se izlaže sloj inertnog vodenog leda. Novija zapažanja pokazuju da se led na Marsovom južnom polu nastavlja sublimirati. Jame u ledu i dalje rastu za oko 3 metra po marsovskoj godini. Michael Malin navodi da uvjeti na Marsu trenutno nisu pogodni za stvaranje novog leda. NASA-ino priopćenje za javnost ukazuje da su "klimatske promjene u tijeku" na Marsu. U sažetku zapažanja s kamere na Mars Global Surveyoru, istraživači su pretpostavili da je možda bilo suhog leda taloženog između misija Mariner 9 i Mars Global Surveyor. Na temelju trenutne stope gubitka, današnje naslage mogu nestati za stotinu godina.
Drugdje na planetu, područja s nižim areografskim širinama imaju više vodenog leda nego što bi trebali dati trenutni klimatski uvjeti. Mars Odyssey "nam daje naznake nedavnih globalnih klimatskih promjena na Marsu", rekao je Jeffrey Plaut, projektni znanstvenik za misiju u NASA-inom Laboratoriju za mlazni pogon, u ne-recenziranom objavljenom radu 2003. godine.

#### Polarne promjene
Colaprete i sur. su proveli simulacije s Marsovim modelom opće cirkulacije koji pokazuju da lokalna klima oko Marsovskog južnog pola trenutno može biti u nestabilnom razdoblju. Simulirana nestabilnost ukorijenjena je u areografiji regije, što autore navodi na pretpostavku da je sublimacija polarnog leda lokalni, a ne globalni fenomen. Istraživači su pokazali da su čak i uz konstantnu sunčevu osvjetljenost polovi mogli skakati između stanja taloženja ili gubitka leda. Okidač za promjenu stanja može biti povećano opterećenje prašinom u atmosferi ili promjena albeda zbog taloženja vodenog leda na polarnoj kapi. Ova je teorija donekle problematična zbog nedostatka odlaganja leda nakon globalne pješčane oluje 2001. godine. Drugo je pitanje što se točnost Marsovog općeg modela cirkulacije smanjuje kako razmjeri fenomena postaju sve lokalniji.
Tvrdilo se da su "uočene regionalne promjene u ledenom pokrivaču južnog polarnog pojasa gotovo sigurno posljedica regionalne klimatske tranzicije, a ne globalnog fenomena i očito nisu povezane s vanjskim prisiljavanjem". Pišući u znanstvenom časopisu Nature, glavni urednik vijesti Oliver Morton rekao je "Klimatski skeptici uhvatili su se zatopljenja ostalih solarnih tijela. Na Marsu se čini da se zagrijavanje svodi na prašinu koja otpuhuje i otkriva velike mrlje crnih bazaltnih stijena koje se zagrijavaju danju."

## Klimatske zone
Zemaljske klimatske zone prvo je definirao Wladimir Köppen na temelju raspodjele vegetacijskih skupina. Klimatska klasifikacija nadalje se temelji na temperaturi, kišama i podijeljena na temelju razlika u sezonskoj raspodjeli temperature i oborina; a posebna skupina postoji za ekstrazonalnu klimu kao na velikim nadmorskim visinama. Mars nema ni vegetacije ni kiše, pa bi se svaka klasifikacija klime mogla temeljiti samo na temperaturi; daljnje usavršavanje sustava može se temeljiti na raspodjeli prašine, sadržaju vodene pare, pojavi snijega. Solarne klimatske zone također se lako mogu definirati za Mars.

## Trenutne misije
2001 Mars Odyssey trenutno kruži oko Marsa i vrši globalna mjerenja atmosferske temperature pomoću TES instrumenta. Mars Reconnaissance Orbiter trenutno iz orbite uzima dnevna promatranja povezana s vremenom i klimom. Radiometar, jedan od njegovih instrumenata, specijaliziran je za rad na promatranju klime. MSL je pokrenut u studenom 2011., a na Mars je sletio 6. kolovoza 2012. Orbiteri MAVEN, Mangalyaan i TGO trenutno kruže oko Marsa i proučavaju njegovu atmosferu.
- Trenutno izvješće o vremenu na Marsu od strane rovera Curiosity
- Trenutno izvješće o vremenu na Marsu, sletač InSight